# Národní park Bejt Še'an
Národní park Bejt Še'an (hebrejsky: גן לאומי בית שאן, Gan le'umi Bejt Še'an) je národní park v Izraeli, v Severním distriktu.

## Geografie
Leží v nadmořské výšce cca 150 metrů po úrovní moře v Bejtše'anském údolí při toku Nachal Charod. Park se nachází na severním okraji města Bejt Še'an.

## Popis parku
Národní park je významnou archeologickou lokalitou, která obsahuje četné sídelní vrstvy sahající do starověku soustředěné okolo sídelního telu Tel Bejt Še'an. Takřka nepřetržitá tradice lidského osídlení tu začíná v 3. tisíciletí před naším letopočtem, tedy v době měděné (eneolitu). Osídlení se po větší část dějin soustřeďovalo do lokality severně od nynějšího města, v údolí řeky Nachal Charod, kde se postupně navršily jednotlivé sídelní vrstvy do umělého pahorku Tel Bejt Še'an. V rané době bronzové zde už stálo velké město. V 15. – 12. století před naším letopočtem sloužil Bejt Še'an jako správní centrum ovládané Egyptem. V následujících stoletích město ovládali Izralité. V 3. – 2. století před naším letopočtem zde zřídili helénističtí vládci město nazývané Scythopolis, které se pak dále rozvíjelo za vlády Římanů a Byzantské říše. V roce 363 bylo město poničeno zemětřesením. V roce 409 se stalo centrem nové provincie Palestina Secunda. V 6. století pak dosáhlo maximálního rozsahu a žilo zde cca 40 000 lidí. V roce 635 v rámci islámské expanze bylo město ovládnuto arabskými dobyvateli. Po nějakou dobu zde fungovalo soužití muslimů i křesťanů, ale město ekonomicky i demograficky upadalo. 18. ledna roku 749 byla obec zcela zničena při zemětřesení a už nikdy se nevzpamatovala. Ve 12. století tu krátce vládli z místní pevnosti křižáci. Po jejich porážce existovala v prostoru bývalého města jen arabská vesnice Bejsan.
V roce 1950 začaly v prostoru města archeologické výzkumy a byl zde odkryt starověký amfiteátr. V roce 1983 prováděl na pahorku Tel Bejt Še'an výzkumy izraelský archeolog a politik Jigael Jadin. Další výzkum v letech 1989-1996 prováděla Hebrejská univerzita.